# گوفی ریج، ایلینوی
گوفی ریج (به انگلیسی: Goofy Ridge) یک منطقهٔ مسکونی در ایالات متحده آمریکا است که در شهرستان ماسون، ایلینوی واقع شده‌است. گوفی ریج ۳۵۰ نفر جمعیت دارد و ۱۴۹٫۰۵ متر بالاتر از سطح دریا واقع شده‌است.